# Käte Steinitz

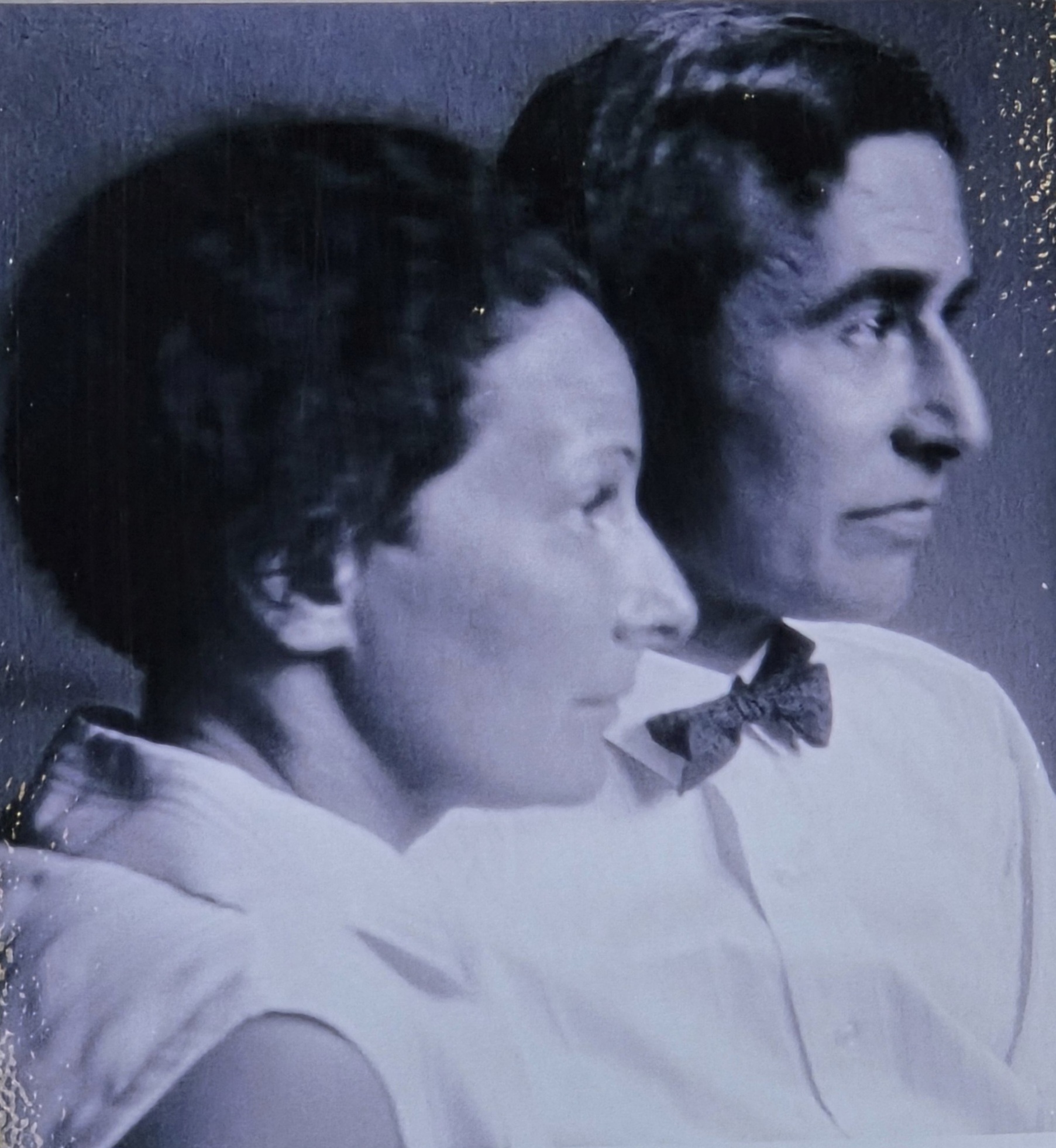
Käte und Ernst Steinitz 1932;
anonym; Sprengel Museum Hannover

Käte Steinitz (geborene Fanny Elisabeth Käthe Traumann, englisch Kate Steinitz oder Kate Trauman Steinitz, Pseudonym: Annette C. Nobody) (* 2. August 1889 in Beuthen/Oberschlesien; † 7. April 1975 in Los Angeles) war eine deutsche, später US-amerikanische Malerin, Kunstkritikerin, Bibliothekarin und Lehrerin. In Hannover veröffentlichte sie in den 1920er Jahren avantgardistische, typographische Schriften, unter anderem gemeinsam mit Kurt Schwitters, war in ihrem Salon Gastgeberin zahlreicher Persönlichkeiten der Kunstgeschichte. Die von den Nationalsozialisten verfemte Künstlerin mit jüdischen Wurzeln machte sich nach ihrer Emigration in die USA wiederum einen Namen mit Werken über Leonardo da Vinci.

## Leben

### Familie
Käte Steinitz wurde als Tochter eines jüdischen Landgerichtsrates geboren. Sie heiratete 1913 den Arzt und Kunstsammler Ernst Steinitz, mit dem sie drei Töchter hatte.

### Werdegang
Käte Steinitz studierte von 1911 bis 1913 Bildende Kunst (Malerei und Plastik) in Berlin und war dort Schülerin von Käthe Kollwitz und Lovis Corinth. Anschließend studierte sie Kunstgeschichte in Berlin und Paris. 1913 heiratete sie den Mediziner Ernst Steinitz und gebar 1915 – ihr Mann diente im Ersten Weltkrieg als Offizier – ihre erste Tochter. Als Ernst Steinitz 1918 als Stabsarzt zur Leitung der Militärlazarette nach Hannover versetzt wurde, zog auch Käte Steinitz von Berlin dorthin.
Im Hannover der noch jungen Weimarer Republik freundete sich die Malerin mit Kurt Schwitters an und nahm mit ihm an der DADA-Bewegung teil, pflegte aber auch Kontakte zu zahlreichen anderen Künstlern sowie zur GEDOK in Hannover.
Die gemeinsame Wohnung mit ihrem Ehemann, anfangs im Haus Basse in der Georgstraße 34 (später in der Hindenburgstraße), wurde rasch zu einem Treffpunkt der hannoverschen Kunstszene. Hier trafen sich Gäste und Freunde der Steinitz, zu denen neben Schwitters etwa Christof Spengemann, El Lissitzky, Mary Wigman oder Herwarth Walden zählten, aber auch Raoul Hausmann, Lazlo Moholy-Nagy, Ludwig Hilberseimer, Theodor Lessing und viele andere. In ihrer Wohnung tagten mitunter 50 Teilnehmer der abstrakten hannover, deren Förderer Steinitz war. Auch der Kunstkritiker Curt Habicht, freier Mitarbeiter beim Hannoverschen Kurier, war mehrfach zu Besuch im Salon von Käte Steinitz: Seinen Foto-Eintrag vom Mai 1927 in ihrem Gästebuch wird sie später durchstreichen und mit der Bemerkung versehen: „hat 1933 Bücher verbrannt“.
Während Käte Steinitz von 1923 bis 1930 an der Technischen Hochschule in Hannover Kunstgeschichte studierte, entstanden parallel in Zusammenarbeit mit Kurt Schwitters die Kinderbücher Hahnepeter (1924), Das Märchen vom Paradies (1925), das zum Teil in den Räumen der Druckerei A. Molling & Comp. entstand, und, unter Beteiligung auch von Theo van Doesburg, Die Scheuche (1928). Daneben gründete sie den Verlag Apos & Merz, über den sie avantgardistische, typografische Werke veröffentlichte, und schrieb nebenher Feuilleton-Beiträge im Hannoverschen Kurier und dem Hannoverschen Anzeiger, ferner in den Zeitschriften Koralle und die neue linie.
Unterdessen organisierte Käte Steinitz, wieder gemeinsam mit Schwitters, am 7. Januar 1928 das sogenannte Zinnober im ehemaligen Konzerthaus an der Goethebrücke, am 20. Dezember des Jahres dann, unter Beteiligung der Städtischen Bühnen, das Fest der Technik in der Stadthalle.
Ebenfalls mit Schwitters verfasste Steinitz das Opernlibretto Der Zusammenstoß.
Doch nach der Machtergreifung durch die Nationalsozialisten änderte sich alles: Steinitz’ Ehemann, seit 1922 angestellt als leitender Arzt der Abteilung Inneres am jüdischen Krankenhaus Siloah, wurde als Jude am 31. März 1933 zunächst durch das sogenannte „Gesetz zur Wiederherstellung des Berufsbeamtentums“ beurlaubt und im Mai des Jahres schließlich entlassen. Noch vor Käte und seinen drei Töchtern emigrierte er über Holland und Israel in die USA.
Schließlich wurde auch für Käte Steinitz, die mitunter auch unter dem Pseudonym Annette C. Nobody schrieb, der Druck immer größer: Durch die Reichsschrifttumskammer erhielt sie am 6. März 1935 ein Publikationsverbot, unter anderem wegen „Kulturbolschewismus“. 1936 emigrierte die Künstlerin gemeinsam mit ihren Töchtern ebenfalls in die USA, wo sie sich zunächst in New York niederließ. 1937 wurden in der Nazi-Aktion „Entartete Kunst“ ihr Aquarell „Kinderbildnis“ aus dem Provinzialmuseum Hannover beschlagnahmt und vernichtet. 1942, im Todesjahr ihres Ehemannes, ging Steinitz nach Los Angeles und begann dort für den Arzt Elmer Belt zu arbeiten: Als Bibliothekarin seiner Sammlung von Literatur zu Leonardo da Vinci baute sie die Sammlung weiter aus und veröffentlichte dann auch eigene Schriften über Leonardo.
Daneben setzte Kate Trauman Steinitz, wie sie nun in Amerika hieß, ihre eigene künstlerische Arbeit fort. Neben ihrer Malerei entwarf sie unter anderem Grafiken für Zeitschriften, entwarf Umschläge und arbeitete als Lehrerin für Kunstgeschichte an verschiedenen Instituten in Kalifornien.
In ihrem 1963 erschienenen Buch Kurt Schwitters. Erinnerungen aus den Jahren 1918 – 1930 schrieb sie über ihre Zeit in Hannover in eindringlichen Darstellungen.

## Käthe-Steinitz-Straße

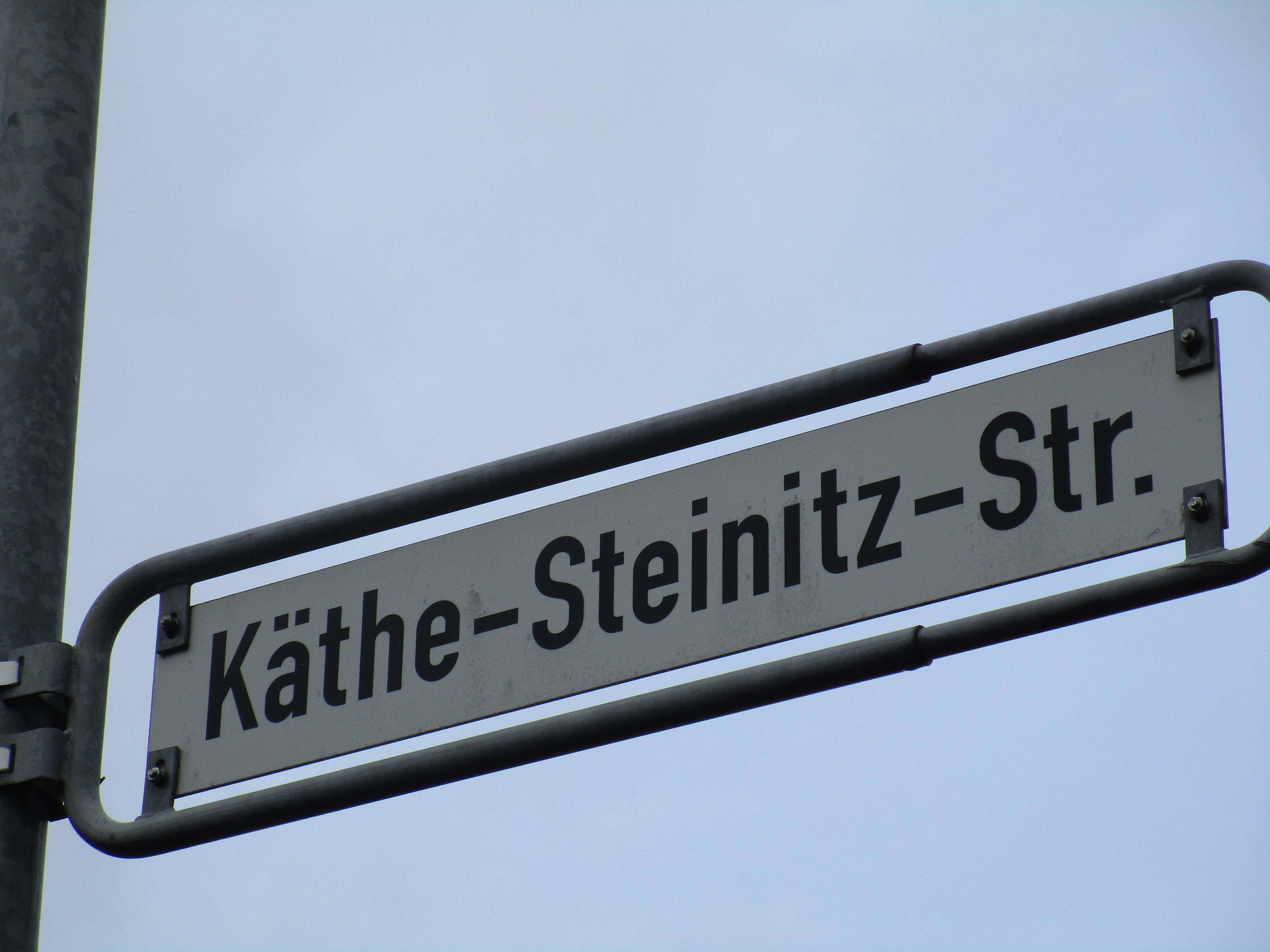
Käthe-Steinitz-Straße

Postum ehrte die Stadt Hannover die berühmte Künstlerin 1995 mit der Namensgebung der Käthe-Steinitz-Straße im Stadtteil Groß-Buchholz.

## Werke (unvollständig)

### Schriften
- Kurt Schwitters, Käte Steinitz: Familie Hahnepeter, Nr 1.: Hahne Peter [1924], Merzverlag Kurt Schwitters, Hannover, Waldhausenstr. 5 11
  - Kurt Schwitters, Käte Steinitz: Die Märchen vom Paradies, Teil 1. 1. Der Hahnepeter [u. a.],  Hannover [Georgstr. 34]: Apossverlag [1924]
  - dito, in der Reihe Merz ; [Bd. 2,] Nr 16/17, Hannover, Waldhausenstr. 5 II : Aposs-Verlag
  - in der Reihe Insel-Bilderbuch, Faksimile-Druck der Original-Ausgabe aus dem Jahr 1924, Band 1 [enthält: 1. Der Hahnepeter. - 2. Der Paradiesvogel. - 3. Das Paradies auf der Wiese] 1. Auflage, Frankfurt am Main: Insel-Verlag, 1979, ISBN 3-458-04906-1
- Kurt Schwitters, Käte Steinitz, Theo van Doesburg (typograph. Gestaltung): Die Scheuche. Märchen, 12 Seiten in Blau- u. Rotdruck, 20,5 × 24,5 cm [Umschlagtitel], [in anderem Umschlag als „Merz“ 14/5 im Merzverlag erschienen] Hannover: Apossverlag ([Leipzig]: [Carl Fr. Fleischer]), 1925
  - dito: Die Scheuche. Märchen. Typografisch gestaltet, 1925
  - dito, Nachdruck, Frankfurt (am Main): Biermann und Boukes, 1971
- Käte Steinitz, Kurt Schwitters: Zusammenstoß, Libretto für eine Komische Oper, 1928
- Friedrich Kranich, Käte Steinitz, Kurt Schwitters (Text): „Mit Hilfe der Technik“, mit Werken von Walter Lehnhoff, Walter Gieseking, Otto Ebel von Sosen, Berlin: A. Fürstner, 1928
- Kate Trauman Steinitz, Margot Archer (Bearb.): The Elmer Belt Library of Vinciana / finding list, [englisch, „Mimeographed“], Los Angeles, California: The Elmer Belt Library of Vinciana, 1946
- Elmer Belt, Kate Trauman Steinitz, Margot Archer: Manuscripts of Leonardo da Vinci. Their history, with description of the manuscript editions in facsimile, Los Angeles, California: Elmer Belt Library of Vinciana, 1948
- Leonardo da Vinci. Loan exhibition. 1452 – 1519, Ausstellung im Los Angeles County Museum, June 3 to July 17, 1949, Los Angeles, California / [prepared by W. R. Valentiner in collaboration with William E. Suida and with the assistance of Ebria Feinblatt, Kate T. Steinitz, and Henry Trubner], Los Angeles, California: Los Angeles County Museum, 1949
- Kate Trauman Steinitz: A reconstruction of Leonardo da Vinci's revolving stage [Sonderdruck aus: The Art Quarterly, Detroit, Michigan: Detroit Institute of Arts, 1949, S. 325–338]
- Kate Trauman Steinitz: Leonardo da Vinci's Trattato della Pintura: A bibliography of the printed editions, Copenhagen: Munksgaard, 1958
- Kate T. Steinitz: Kurt Schwitters. Erinnerungen aus den Jahren 1918 - 1930, enthält u. a. Erinnerungen an musikalische Anlässe und Persönlichkeiten sowie Notenbeispiele in Faksimile sowie Fotos und Zeichnungen, Zürich: Verlag Die Arche, 1963
  - dito, einmalige Sonderausgabe zum 100. Geburtstag von Kurt Schwitters 1987, Zürich: Verlag Die Arche, 1987, ISBN 3-7160-3101-1
- Martina Weiß (Hrsg.): Billy. Ein Künstlerbuch / Käte Steinitz. Mit einem Nachwort von Martina Weiß und Stefan Soltek, 1. Auflage, Frankfurt, Main, Leipzig: Insel-Verlag, 2007, ISBN 978-3-458-17371-7

## Postume Ausstellungen
- 1989: Hannover, Sprengel-Museum